# Conseiller d'État effectif de la fédération de Russie de 1re classe

Le conseiller d'État effectif de la fédération de Russie de la 1re classe (russe : действительный государственный советник Российской Федерации 1 класса) est le plus haut grade du service civil de la fédération de Russie.

## Aperçu
Le rang de conseiller d'État effectif de la fédération de Russie de la 1re classe a été introduit pour la première fois avec la promulgation de la loi fédérale du 31 juillet 1995 n°119-FZ « À propos des principes fondamentaux du service d'État de la fédération de Russie » (en tant que classe de qualification) et a été conservé avec promulgation de la loi fédérale du 27 juillet 2004 n°79-FZ « À propos du service civil d'État de la fédération de Russie » (en tant que grade du service civil d'État).
Le rang est attribué par le président de la fédération de Russie. Ce rang est supérieur au rang de conseiller d'État effectif de la fédération de Russie de la 2e classe.
Selon le tableau approuvé par le décret présidentiel du 1er février 2005 n°113, le rang de conseiller d'État effectif de la fédération de Russie de la 1re classe est égal au grade militaire de général d'armée/amiral de flotte.

## Listes de personnes
| Période   | Nombre de personnes    |
| --------- | ---------------------- |
| 1995–1999 | 174                    |
| 2000–2004 | 143                    |
| 2005–2009 | 96                     |
| 2010–2014 | 145                    |
| 2015–2019 | 88                     |
| 2020–2024 | 78 (au 4 janvier 2023) |